# Xylophanes pistacina
Xylophanes pistacina là một loài bướm đêm thuộc họ Sphingidae. Nó được tìm thấy ở Nicaragua phía nam đến Brasil và phía tây đến Bolivia, Paraguay và Argentina.
Sải cánh dài 75–87 mm. Con trưởng thành có thể bay quanh năm in Costa Rica.
Ấu trùng có thể ăn các loài Psychotria.